# Fullsteam Records
Fullsteam Records ist ein im Jahr 2002 gegründetes finnisches Musiklabel, das hauptsächlich Indie-, Punk- und Alternative-Rock-Bands vertritt und vermarktet.
Das von Juha Kyyrö gegründete Unternehmen wuchs in den vergangenen Jahren stetig und hat heute einen festen Platz in den Reihen anderer finnischer Plattenfirmen. Grund hierfür ist vor allem das Exportpotenzial und die internationale Bekanntheit der vermarkteten Bands. Hierzu zählen beispielsweise Flogging Molly, Gogol Bordello oder auch Disco Ensemble.
Fullsteam Records unterhält zudem ein Sublabel mit dem Namen 1000 Records, welches sich auf die Genre Hip-Hop und Elektronic spezialisiert hat.
Seit 2006 arbeitet der Gründer Juha Kyyrö ausschließlich in dem Unternehmen und widmet sich dabei vor allem der Promotion der Bands unter dem Namen Fullsteam Agency.
Die Plattenfirma erhielt bis heute vier Mal die Auszeichnung Independent Label of the Year, welche jährlich von der finnischen Musiikki & Media (dt. Musik & Medien) verliehen wird.

## Bands unter Fullsteam Records
- Callisto
- Damn Seagulls
- Disco Ensemble
- Downstairs
- Flogging Molly (teilweise)
- Gogol Bordello (teilweise)
- Lapko
- No Shame
- Rubik
- Sister Flo
- Sweatmaster
- Ismo Alanko

1000 Records:
- Ceebrolistics
- Pedestrian's Motor

Ehemalige Künstler
- Abduktio
- Antero Lindgren
- Deep Insight
- Dust Eater Dogs
- Ganglion
- Koma
- Sela

## Bands unter Fullsteam Agency
- Abduktio
- April
- Branded Women
- Callisto
- Damn Seagulls
- Disco Ensemble
- Endstand
- Evilsons
- I Walk The Line
- Knucklebone Oscar
- Lapko
- Lordi
- No Shame
- Poisonblack
- Rotten Sound
- Rubik
- Samae Koskinen
- Shake
- Sister Flo
- Swallow the Sun
- The Valkyrians
- Them Shepherds
- Tundramatiks